# Галеника
Галеника је велика фармацеутских компанија у Србији, основана 1945. године.
Од 2017. већински власник је компанија EMS са 100% удела.
Налази се поред насеља Нова Галеника, у Београдској општини Земун.
Галеника је и даље лидер у истраживању и развоју као једина фармацеутска компанија у Србији са институтом регистрованим код Министарства за науку и заштиту животне средине.

## Историја компаније
Основана 1945. године, Галеника је била главни произвођач лекова на Балкану са извозом у Европу, Африку и Азију. Током својих златних времена, то је била највећа Југословенска фармацеутска компанија која је контролисала преко 65% тржишног удела СФР Југославије.
1991. компанију је купио амерички ICN, а водио га је српско-амерички бизнисмен Милан Панић. Током Југословенских ратова деведесетих и огромних дугова СР Југославије према компанији, она је и даље пословала позитивно. 1999. године политичком одлуком режима Слободана Милошевића, СР Југославија је преузела већински удео компаније. Након свргавања Слободана Милошевића у октобру 2000. године, компанија се вратила на прави пут и сваке године имала десетине милиона евра позитивног нето прихода. Од 2006. године, Галеника је остала лидер у истраживању и развоју као једина фармацеутска компанија у Србији са институтом при Министарству науке и заштите животне средине.
У складу са својим најновијим финансијским извјештајем који се подноси српској Агенцији за привредне регистре, компанија има 2 711 запослених, и има годишњи профит од 949 920.000 динара (према тадашњем курсу 11,9 милиона евра) за 2007. годину.
2. октобра 2017 „Елијус" je купио "Галенику" за 16 милиона евра. Тим новцем је купиo 93,73% укупног капитала. Преузима фабрику која има дуг према банкама, тако да је нови власник у обавези да им исплати 25 милиона евра. Држава је уговором обавезала "Елијус" да у наредне две године задржи 900 запослених у "Галеници" и инвестира 5,52 милиона евра у компанију. Запосленима који су се определили за социјални програм, купац ће обезбедити додатних 200 евра по години стажа на име отпремнине, што је, уз обавезу државе, 400 евра по години стажа.

- Плакета Петру Боснићу за заслуге у развоју Пеницилина (Музеј Српског лекарског друштва)
- Прва и последња доза Пеницилина произведена у Галеници